# Дружба (футбольный клуб, Бердянск)
«Дружба» — украинский футбольний клуб, из города Бердянск Запорожской области.

## Прежние название
- до 1993: «Дружба» Осипенко
- 1993—1996: «Дружба» Бердянск

## История
Футбольная команда «Дружба» в селе Осипенко Бердянского района Запорожской области была организована при одноимённом колхозе. В 1991 году «Дружба» становилась серебряным призёром областного первенства, а в 1992 году стартовала уже в переходной лиге. С первой попытки команде удалось повышение в классе. Следующий сезон команда из Осипенко провела во второй лиге, где заняла 14 место из 18 команд. Перед стартом следующего сезона «Дружба» из-за проблем с финансированием переехала в Бердянск, где после двух сезонов во второй лиге была расформирована.

## Ильич-Осипенко
Основная статья: Ильич-Осипенко
В 2006 году директор агрофирмы ДП «Ильич-Агро Запорожье» (Бердянский район), основанной Мариупольским металлургическим комбинатом имени Ильича, Владимир Чепурный обратился к руководителю комбината Владимиру Бойко с предложением о создании и совместном финансировании футбольной команды. Идея была поддержана и новый футбольный клуб, представляющий агрофирму села Осипенко, «Ильич-Осипенко» стартовал в областном чемпионате. Команда играла на стадионе «Дружба», который был оснащён пластиковыми сидениями и приведён в соответствие к требованиям ФФУ. В дебютном сезоне «ильичи» стали бронзовыми призёрами (2006), а затем трижды подряд брали «золото» (2007, 2008, 2009), а также завоевали три Кубка области (2007, 2008, 2010). В 2010 году «Ильич-Осипенко» в последний раз становился призёром — завоевал серебро. В следующем году команда уже называлась «Агро-Осипенко» и заняла 5 место, в 2012 году — снова 5 место, в 2013 — 11-е. В чемпионате 2014 года представителя Осипенко уже не было.

## Результаты выступлений в чемпионатах Украины
| Сезон   | Чемпионат                   | Чемпионат | Чемпионат | Чемпионат | Чемпионат | Чемпионат | Чемпионат | Чемпионат | Кубок        | Кубок | Кубок | Кубок | Кубок | Кубок | Кубок | Примечание                                                                  |
| Сезон   | Лига                        | Место     | И         | В         | Н         | П         | М         | О         | Этап         | И     | В     | Н     | П     | М     | О     | Примечание                                                                  |
| ------- | --------------------------- | --------- | --------- | --------- | --------- | --------- | --------- | --------- | ------------ | ----- | ----- | ----- | ----- | ----- | ----- | --------------------------------------------------------------------------- |
| 1992    | Переходная Вторая подгруппа | 4 из 9    | 16        | 5         | 11        | 0         | 17−8      | 21        | -            | -     | -     | -     | -     | -     | -     | «Дружба» (Осипенко)                                                         |
| 1992/93 | Вторая                      | 14 из 18  | 34        | 8         | 12        | 14        | 30−49     | 28        | 1/32 финала  | 2     | 1     | 0     | 1     | 2−5   | 2     | «Дружба» (Осипенко)                                                         |
| 1993/94 | Вторая                      | 10 из 22  | 42        | 14        | 12        | 16        | 42−60     | 40        | 1/32 финала  | 2     | 1     | 0     | 1     | 1−2   | 2     | «Дружба» (Бердянськ)                                                        |
| 1994/95 | Вторая                      | 10 из 22  | 42        | 16        | 11        | 15        | 40−43     | 59        | 1/128 финала | 1     | 0     | 1     | 0     | 0−0   | 1     | «Дружба» (Бердянск)                                                         |
| 1995/96 | Вторая Группа Б             | 11 из 21  | 38        | 17        | 8         | 13        | 41-38     | 59        | 1/64 финала  | 2     | 1     | 0     | 1     | 2−3   | 2     | «Дружба» (Бердянск), снялась с соревнований перед началом следующего сезона |
| Всего   | Переходная                  | 1 сезон   | 16        | 5         | 11        | 0         | 17—8      | 21        | >4 сезона    | 6     | 2     | 1     | 3     | 5—10  | 5     |                                                                             |
| Всего   | Вторая                      | 4 сезона  | 156       | 55        | 43        | 58        | 153—190   | 153       |              |       |       |       |       |       |       |                                                                             |